# Karabin Howa Typ 89
Howa Typ 89 (Howa 89-Shiki) (89式, はちきゅうしき lub hachikyuushiki, Type 89) – japoński karabin szturmowy kalibru 5,56 mm. Znajduje się na uzbrojeniu Japońskich Sił Samoobrony, Japońskiej Straży Granicznej. Budowa wewnętrzna tego karabinu jest wzorowana na produkowanym licencyjnie w zakładach Howa karabinie Armalite AR-18. Typ 89 zastąpił karabin automatyczny Howa Typ 64 (Howa 64-Shiki) kalibru 7,62 mm.